# مونیک (نام)
مونیک (به فرانسوی: Monique) نامی‌است ویژهٔ زنان. این نام برابر با نام مونیکا در زبان‌های انگلیسی، پرتغالی، آلمانی، مجاری، اسپانیایی و لهستانی است. مونا صورت دیگری از این نام در برخی از زبان‌های اروپایی است.
خاستگاه این نام به طور دقیق آشکار نیست. به احتمال ریشهٔ این نام در شمال آفریقا و چه بسا فنیقی باشد. کهن‌ترین مونیک شناخته‌شده سنت مونیک قدیس مسیحی است که در سدهٔ چهارم میلادی می‌زیسته‌است. این مونیک مادر آگوستین قدیس است. 

## مونیک‌های سرشناس
- مونیک
- مونیک آدامچاک
- مونیک کلمن
- مونیک گابریل

## منبع
- Behind the Name